# Temnora griseata
Temnora griseata là một loài bướm đêm thuộc họ Sphingidae. Loài này có ở forests từ Nigeria tới phía nam Congo, phía nam Tanzania và Malawi.
Chiều dài cánh trước khoảng 25 mm đối với con đực và 27 mm đối với con cái. == Phân loài==
- Temnora griseata griseata
- Temnora griseata oxyptera Rothschild & Jordan, 1916 (Tanzania, Malawi)
- Temnora griseata ugandae Carcasson, 1972 (Uganda)